# Jon Root
Jonathan Edward Root (10 de julho de 1964) é um ex-jogador de voleibol dos Estados Unidos que competiu nos Jogos Olímpicos de 1988.
Em 1988, ele fez parte do time americano que conquistou a medalha de ouro no torneio olímpico, no qual atuou em três partidas.